# Celestinské proroctví
Celestinské proroctví je román amerického spisovatele Jamese Redfielda, z roku 1993, který se stal bestsellerem a podle něhož byl natočen stejnojmenný film. Kniha vypráví o fiktivním starodávném rukopise, proroctví, nalezeném v Peru. To prostřednictvím jednotlivých vhledů ukazuje duchovní proměnu, kterou se může lidstvo ubírat a kterou si uvědomuje čím dál tím více lidí. Podle proroctví se nic na světě neděje bezdůvodně, všechno má svůj význam. Podle něj je celý svět tvořen energií, kterou má i každý člověk, a o kterou by se lidé neměli okrádat. Hovoří rovněž o schopnosti řídit se intuicí a o tom, že by si lidé měli uvědomovat náhodné souvislosti a jevy.

### Vydání
- REDFIELD, James. Celestinské proroctví. Překlad Eva Hauserová. Praha: Pragma, 1995. 257 s. ISBN 80-7176-108-7.
- REDFIELD, James. Celestinské proroctví. Překlad Eva Hauserová. Praha: Alpha Book, 2016. 287 s. ISBN 978-80-87529-04-1.
- REDFIELD, James; ADRIENNE, Carol. Celestinské proroctví: pracovní kniha. Překlad Jan Brázda. Praha: Pragma, 2006. 230 s. ISBN 80-7205-009-5.